# Alin Zaharia
Alin Petru Zaharia, né le 23 mai 1991 à Bacău en Roumanie, est un rameur italien.
Il mesure 1,80 m pour 77 kg et débute la complétion en 2004 dans le club Armida avec comme entraîneur Walter Bottega. Arrivé en Italie en 2001 alors qu'il était enfant, il a la double nationalité. Son club actuel est la Caprera. 
Il remporte la médaille d'or aux Championnats du monde juniors de 2009 (huit, pl). En 2012, il remporte le quatre sans barreur, pl, des moins de 23 ans, titre qu'il confirme en 2013. La même année il remporte les Championnats du monde en huit, pl.